# Urban Björstadius
Urban Björstadius född 24 maj 1969 i Göteborg, är en frilansande journalist och radiopratare. Han har medverkat i bland annat SVT och TV4, men är för de flesta främst en välkänd röst i Sveriges Radio P1 där han har gjort program som Vetenskapsradion Historia tillsammans med Tobias Svanelid, Vetenskapsradion Forum och Vetandets värld. Han producerade också under flera år radiofrågesporten Besserwisser. Sedan 2007 är han verksam i Produktionsbolaget Prata. 
Under sommaren 2008 hördes han bland annat i  Historiska ord i P1 där han samtalade med Jan-Öjvind Swahn om "den historiska bakgrunden till några av våra vanligaste ord".
Från 2009 är han också programledare för P4 SOS i Sveriges Radio, "ett program om olyckor" enligt SR:s hemsida.